# 科扎里克
49°50′56″N 38°16′47″E / 49.84889°N 38.27972°E
科扎里克（烏克蘭語：Козарик）是位於烏克蘭東部的村莊，由盧甘斯克州斯瓦托韋區的特羅伊齊克市鎮負責管轄。該村始建於1891年，面積16.6平方公里，海拔高度183米，2001年人口156，人口密度每平方公里9.4人。